# Euploea dimidius
Euploea dimidius är en fjärilsart som beskrevs av Van Eecke 1915. Euploea dimidius ingår i släktet Euploea och familjen praktfjärilar. Inga underarter finns listade i Catalogue of Life.